# Indisk staksill
Indisk staksill (Tenualosa ilisha) är en fiskart som först beskrevs av Hamilton 1822.  Indisk staksill ingår i släktet Tenualosa och familjen sillfiskar. Inga underarter finns listade i Catalogue of Life.